# 弗拉格斯塔夫 (東開普省)
弗拉格斯塔夫（Flagstaff）是南非的城鎮，位於該國東部，由東開普省負責管轄，距離科克斯塔德80公里，始建於1877年，面積13.77平方公里，2001年人口3,069，人口密度每平方公里220人。